# Симонида
Симонида (грч. Σιμωνις; Константинопољ, 1294 — Константинопољ, после 1345. године) била је ћерка византијског цара Андроника II Палеолога и четврта супруга српског краља Стефана Уроша II Милутина Немањића.
Цар Андроник II је 1299. године, понудио српском краљу Милутину руку своје малолетне кћери, као гаранцију мира и пријатељства између Византије и Србије. Краљица Симонида је умрла после 1345. године, као монахиња.
Њена необична судбина и лепота су били инспирација многим уметницима. Песник Милан Ракић је написао поему „Симонида“, а Милутин Бојић је написао драму „Краљева јесен“. Астероид 1675 Симонида који је открио астроном Милорад Б. Протић је добио име по краљици Симониди Немањић.

## Порекло
Симонида се родила 1294. године, као једина ћерка царице Ирине (Јоланде) од Монферата, друге супруге византијског цара Андроника II Палеолога. Царица Ирина и цар Андроник II су већ имали три сина: Јована, Теодора и Димитрија. Царица Ирина Алерамичи је имала и неколико побачаја или рано умрле деце.
Пошто се цар Андроник II жалио на губитак женске деце по порођају, када је дошло време да се царица поново породи, по речима историчара Георгија Пахимера, једна од искуснијих дворских дама је предложила да се у току порођаја истовремено пред иконама дванаест апостола одржавају молитве и запали по једна свећа исте величине и тежине. По овом византијском обичају, који се задржао и вековима након пропасти Византије, новорођенче је требало назвати по апостолу испред чије иконе би свећа последња догорела.
Пошто се најдуже одржала свећа пред иконом Св. Петра, чије је првобитно име било Симон, девојчица је добила име Симонида, апсолутно, до тада уникатно име у византијској традицији.

## Уговарање удаје
Византијско царство из доба владавине цара Андроника II је било под сталним притиском многобројних непријатеља. Европским провинцијама царства, пре свега Македонији, стално је претио српски краљ Стефан Урош II Милутин који је још почетак своје владавине 1282. обележио освајањем Скопља. Након тога, ратоборни српски краљ Милутин Немањић је заузео читаву Вардарску Македонију, а његови ратници су наставили да упадају у византијске области.
На крају, након што је краљ Милутин успео да освоји Драч (1296. године), Цар Андроник II је наредне године 1297. покушао да преокрене ратну срећу, па је против Срба упутио славног војсковођу Михаила Главаса Тархониота, некадашњег победника над Бугарима. Михаило Главас је пак претрпео пораз и по повратку у Константинопољ предложио је цару да покуша да склопи трајан мир са српским краљем Милутином путем династичког брака. Цар Андроник II је прихватио предлог и упутио је краљу Стефану Урошу II Милутину, великог логотета, ученог дипломату Теодора Метохита, који је већ успешно уговорио брак између престолонаследника Михаила IX и Рите-Марије, ћерке јерменског краља Киликије Лава III.
Преговори о миру са српским двором су били дуги и неодлучни. Трајали су од 1297. до 1299. године. Успостављање мира између Србије и Византије је одговарало краљу Стефану Урошу II Милутину Немањићу, мада се његова властела противила, а за успостављање њихових добрих односа нису били заинтересовани ни суседи, Бугарска и Епир.
Велики логотет Теодор Метохит је морао да долази пет пута на српски двор у Скопљу, последњи пут 1298. године, како би успешно окончао дипломатске игре и уговорио венчање. О путовањима у Србију велики логотет Теодор Метохит је сачинио извештај "Посланичко слово" (грч. Πρεσβεντικος).
И сам цар Андроник II Палеолог је у току преговора доживео неколико тешких преокрета. Цар Андроник II је у почетку планирао да краљу Стефану Урошу II Милутину Немањићу понуди брак са својом сестром царицом Евдокијом, удовицом трапезунтског цара Јована II Великог Комнина (1280—1297). Нешто пре него што је прошло годину дана од мужевљеве смрти, она се са млађим сином вратила у Цариград (1298. године). Према византијским обичајима достојанство према умрлом супружнику се чува најмање годину дана. Позивајући се на то, царица Евдокија је одбила да се по други пут удаје и вратила се у далеки Трапезунт. Међутим, ови разлози за одбијање нису убедили, ни увређеног краља Стефана Уроша II Милутина, не само као краља већ и као мушкарца, већ ни њеног брата цара Андроника II.
Цару Андронику II је тада, од неудатих женских чланова династије, преостала једино петогодишња ћерка Симонида. Византијци иначе, нису били присталице нити су одобравили рану удају посебно због разлике у годинама. Граница заснивања потпуних брачних односа за женску децу је била 12-13 година, мада она није постојала за владарске бракове од изузетне политичке важности. Византијска страна је очекивала да ће Симонида у Србији бити само одгајана до сазревања за брачне односе.
Захваљујући Метохитовом поверљивом извештају "Посланичком слову" упућеног месазону (царевом првом министру) Нићифору Хумну, са једног од пет путовања у Србију знамо да је на немањићком двору постојала јака опозиција браку са византијском принцезом. Српско племство, али и византијски пребези, су желели наставак рата против царства зарад нових освајања и стицања плена. Поред тога, крајем 1298. године, умро је бугарски цар Смилец и његова удовица, Андроникова сестра од стрица, понудила је брак краљу Милутину Немањићу, чиме би се отворила могућност персоналне уније или чак уједињења Краљевине Србије и Другог Бугарског царства.
После свих дипломатских преокрета, царски византијски пар је решио да зарад мира ипак жртвује своју једину ћерку.
Византијски државни и црквени врх су од самог почетка имали опречна мишљења о овом браку. Након доношења одлуке о удаји цар Андроник II се суочио са противљењем црквених кругова, пре свих, строгог цариградског патријарха Јована XII Козме.
Краљ Милутин је бракове склапао пре свега вођен политичким разлозима, што је за то доба била уобичајена пракса. Његови бракови, не само да су склапани под неуобичајеним околностима, већ су и саблажњавали савременике, те доводили у неприлике, како српску, тако и грчку цркву. С првом женом Јеленом, која је била српска властелинка се оженио после 1270. године. Постоје и мишљења да је реч о ванбрачној вези. Из овог брака се сматра да је 1275. године, рођен Стефан, касније краљ Србије, Стефан Дечански. Брак је развргнут, пре 1282. године. Након тога се оженио ћерком севастократора Јована I Анђела Тесалијског, чије име у историји није упамћено, а брак је трајао кратко од 1282. до 1283. године. Трећа жена је била ћерка бугарског цара Георгија I Тертера, за коју се сматра да се звала Ана Тертер. Ана је приликом уласка у брак имала највише пет година. Тај брак је трајао од 1284. до 1292, када је цар протеран са трона, а брак изгубио политички смисао. Ана Тертер је остала у Србији до 1299. године Четврта жена је била Јелисавета, сестра Драгутинове жене краљице Каталине Арпад Немањић, а брак је трајао вероватно од 1292. године. Брак је био потребан ради учвршћивања угарско-српског савеза против Дрмана и Куделина и њихових савезника. У том браку су рођене ћерке Царица и Ана-Неда. Јелисавета Немањић је напустила Србију пре 1298. године.
По црквеном праву српски краљ је важио за бигамисту. Осим тога, краљ Милутин је био не само четрдесетак година старији од Симониде, већ и четири године од свог будућег таста.
Цар се 4. марта 1299. године, састао са патријархом Јованом XII Козма у Силимврији, али није дозволио првосвештенику отварање спорних питања. Увређени патријарх Јован XII је одбио да се врати у цариградску патријаршију пре него што га цар Андроник II удостоји пријема.
Византија и Србија у овим преговорима су биле потпуно равноправне државе, а орођавање византијског цара са српским краљем је по значају и угледу превазилазило све претходне бракове српских краљева са страним невестама. Венчање је било преломни догађај у регионалној историји, а његове последице су далеко уочљивије у српском краљевству, него у византијском царству. Краљу Стефану Урошу II Милутину је венчање подигло међународни углед и престиж, озакоњена је и обезбеђена сигурност територија које је краљ Стефан Урош II Милутин Немањић освојио у Византији, чиме су легитимизована и даља освајања у Македонији.
С Византијске стране је тражено да заклетву положе краљ Стефан Урош II Милутин Немањић и краљица-мајка Јелена Немањић, због њеног великог угледа и утицаја у српским земљама, сматрајући да би тиме склапање брака добило потребан престиж, што је за цара Андроника II, због размирица с патријархом Јованом XII Козмом око венчања, имало суштинску важност, као и управници и велможе из земље, тражило се јемство српског свештенства, а најпре архиепископа, те предаја талаца пребега Котанице Торника (чији је погранични рат са Византијом и прелазак на српску страну представљао дуготрајан, и све оштрији, проблем за Византију), Милутинове жене Ане Тертер и других талаца, као гарант Милутиновог испуњења обавеза. Због великог неповерења, тражено је да се примопредаја талаца изврши на неутралној територији, на средини Вардара.
Сви византијски захтеви који се односе на потврду брачног уговора, осим присуства и заклетве краљице-мајке Јелене Анжујске, која је изгледа била незадовољна и претходним синовљевим браком, под изговором о тешкоћама пута преко великих планина, су били усвојени. Посебну улогу у преговорима је имао архиепископ Јевстатије II, као гарант црквене подршке краљу Стефану Урошу II Милутину.

## Удаја
И поред свега, цар Андроник II и његова бројна свита су кренули у Солун где су стигли у време Ускрса и где је прослављено венчање, које је обавио охридски архиепископ Макарије. Српски краљ Стефан Урош II Милутин и његови племићи су били угошћени у Солуну, где су обе стране размениле скупоцене дарове.
Византијски цар Андроник II је краљу Милутину званично препустио територије, које је краљ Милутин Немањић дотада освојио, као мираз за његову ћерку, мада је један део територије изгледа ипак био враћен. На тај начин је на идеолошком плану величина и част Византије и њеног цара сачувана, а у стварности Вардарска Македонија и данашња северна Албанија су за Византију заувек изгубљени.
У априлу 1299. године Симонида је отпутовала у Србију са супругом.
Долазак Симониде на српски двор означио је и својеврсну „византинизацију” Србије. Није се радило само о преузимању неких византијских обичаја на двору, већ и о увођењу појединих византијских титула или чак установа, као што је била пронија. Био је то талас византијског утицаја, највећи до владе Милутиновог унука, краља и цара Стефана Душана, средином 14. века.

## Брак
Расла је и васпитавана на српском двору, који је по церемонијалу и начину живота све више личио на византијски.
О Симонидином брачном животу са краљем Стефаном Урошем II Милутином Немањићем је сачувано тек неколико спорадичних помена. По споразуму, којим је српско-византијска граница повучена линијом Охрид-Штип-Велес, при чему су поменути градови остали у рукама цара Андроника II Палеолога, мада је краљ Стефан Урош II Милутин, неколиког година касније освојио и привремено држао Штип.
Краљица Симонида Палеолог је требало да буде васпитана на српском двору све док не буде била довољно стара да преузме све брачне обавезе. По средњовековним мерилима младе племкиње су постајале пунолетне обично у 12. години и тада су и удаване. По Пахимеровим речима, приликом првог сусрета краљ Милутин Немањић  је, супротно обичајима, сишао са коња и Симониду дочекао пре као господарицу, него као супругу. Сам детаљ открива колико је краљ Милутин, већ искусни политичар и ратник, придавао значаја овом браку, првом, а показаће се и једином који је један српски владар успео да склопи са ћерком византијског цара, формално првог међу владарима хришћанске Васељене.
Сам цар Андроник II се по повратку у Цариград крајем 1300. године, након подугачког боравка у Солуну, морао суочити са огорченим патријархом Јованом XII Козмом. Цар Андроник II Палеолог, који се одлично разумео у реторику, теологију и филозофију, посетио је патријарха Јована XII у манастиру и придобио га дирљивим говором. у коме је истакао да је неповољни брак склопљен из државних интереса: "Јер цар нема других родитеља осим закона и нема друге деце осим свих Ромеја." Правдајући се патријарху Васељенске патријаршије Јовану XII Козми, цар Андроник II је објашњавао како он није имао намеру да прави нагодбу са краљем Милутином, нити је тиме желео да оствари себи неки добитак, али да је краљ Милутин Немањић освојио и неповратно опустошио делове царства, те да се таквим браком осигурава и уређује оно што ратом и биткама није могло бити решено, да би Византија добила мир, поднета је жртва ради општег добра.
Патријарха Јована XII је највише бринуло питање Симонидиног правног положаја пошто је краљ Стефан Урош II Милутин са Андрониковом ћерком склопио брак који православна црква није сматрала канонским. Оправдање је нађено у чињеници да је краљ Стефан Урош II Милутин Немањић склопио брак са Бугарком Аном Тертер док му је прва жена Јелена, ћерка тесалског севастократора Јована I Дуке, још увек била у животу. Самим тим, Милутинов трећи брак са Аном био је правно и канонски ништаван, док је тиме Симонида сада, када је тесалска деспина била мртва, имала сва права на положај законите Милутинове супруге и српске краљице.
Патријарх Јован XII Козма је прихватио његова објашњења и обећао да ће се вратити у патријаршију.
Симонидин брак са краљем Стефаном Урошем II Милутином Немањићем изгледа да је највише био од користи њеној мајци. Царица Ирина Монфератска била је, по речима историчара Нићифора Григоре, одлучна да обезбеди византијски престо једном од својих синова. Међутим, цар Андроник II је имао потомство из првог брака које је уживало предност у односу на његову децу са монфератском маркизом. Када је пропао царичин покушај да обезбеди територијалне апанаже својим синовима, око Ускрса 1303. године, напустила је Цариград и преселила се у Солун на који је њена породица полагала право још од Четвртог крсташког похода 1204. године. Одатле је редовно писала зету краљу Стефану Урошу II Милутину и цар Андроник II се у Цариграду почео бојати да царица Ирина подстиче српског краља Милутина Немањића на нови рат. Поред тога, краљ Милутин и краљица Симонида Палеолог су по Григори, сваке године добијали све раскошније и богатије поклоне од царице-мајке. Царица Ирина Алерамичи је наводно све наде полагала у Симонидино потомство. Григора је забележио како је краљ Милутин конзумирао брак са краљицом Симонидом Палеолог Немањић у време када је она имала само осам година (1302. године) чиме је повредио девојчицину материцу и онемогућио је да рађа. У сваком случају, неко време после 1306. године, када је краљица Симонида Немањић по ондашњим мерилима постала пунолетна, дошло се до закључка да је нероткиња.
Када је постало извесно да краљица Симонида не може да има своју децу, царица Ирина Палеолог се окренула својим преосталим синовима, још увек младом Димитрију, и Теодору који је од 1306. године, наследио ујака маркиза Јована Алерамичија као маркиз од Монферата.
Након што су српско-византијски односи захладили у периоду 1308—1310. године, царица Ирина је покушавала да наговори зета да српски престо остави једном од њених синова. У томе је царица Ирина Монфератска превидела да је краљ Милутин у складу са Дежевским споразумом из 1282. имао обавезе да престо остави у наследство потомцима свог брата краља Стефана Драгутина Немањића.
Поред тога, краљ Милутин је још пре 1306. године, за престолонаследника прогласио свог прворођеног, али ванбрачног сина Стефана, будућег краља Стефана Уроша III Дечанског Немањића. Од њега је 1309. године, најпре начинио младог краља, поверивши му Зету на управу.
Приближавањем Византији и орођавањем са династијом Палеолога настали су проблеми између краља Стефана Уроша II Милутина и Милутиновог брата краља Стефана Драгутина, а браку се супротстављала и њихова мајка краљица Јелена Анђел. Краљ Драгутин је намеравао да нападне брата због промене његове политике и окретању Византији. Није познато чему се дугује овакав преокрет у политици краља Стефана Уроша II Милутина Немањића, као ни тренутак, околности, ни разлог раздора са његовим старијим братом краљем Стефаном Драгутином, као и са сином младим краљем Стефаном Немањићем. Сукоби су највероватније покренути Милутиновом намером да искључи Драгутинове синове као претенденте на српски престо,  под утицајем краљице Симониде и њене мајке царице Ирине Алерамичи. Међутим, краљ Милутин је из грађанског рата (1301—1312) са братом краљем Драгутином Немањићем, сремским краљем, изашао као победник. Милутинов положај у одређивању наследника је постао још лакши након ослепљивања сина младог краља Стефана Немањића (1314. године) у Скопљу и смрти брата краља Стефана Драгутина (1316. године), те затварања синовца краља Стефана Владислава II Немањића.
Краљ Стефан Урош II Милутин Немањић је изашао у сусрет Ирининим жељама, да допусти посету Симонидиној браћи, како би се упознали са земљом у којој би требало да владају. Најпре је у посету дошао млади деспот Димитрије. Он је вероватно у пролеће 1314. године посетио сестру на српском двору. Прави циљ ове посете није остао тајна за престолонаследника младог краља Стефана Немањића, који се уз подршку једног дела властеле побунио против оца. Стари краљ Стефан Урош II Милутин пак био је далеко од беспомоћног па је млади краљ Стефан потучен, заробљен и на крају ослепљен. Ослепљени Стефан и његова породица су послати у Цариград где су стављени под надзор цара Андроника II. Након деспота Димитрија Палеолога и маркиз Теодор Монфератски је, вероватно крајем 1316. године, посетио  краља Милутина и краљицу Симониду Палеолог Немањић, али се показало да ни он не може да се одржи у Србији дуже, јер су га суровост и непријатност земље одбијали свом силином и спречавали да тамо остане и живи дуже време, те се вратио својој супрузи у Ломбардију.
У ствари, међу српским племством и свештенством се већ утврдило схватање по коме је само Немањин потомак, потомак светородног корена династије, могао бити легитимни владар, тако да византијски принчеви највероватније и нису имали праве изгледе за српску круну. Питање наследника престола краљ Милутин Немањић је решио у корист свог сина Константина, који се уз краља и краљицу-маћеху спомиње у натпису на икони коју је српски краљ Стефан Урош II Милутин поклонио 1319. године, катедрали Св. Николе у Барију у јужној Италији.

## Посета Београду
Убрзо после помирења краља Стефана Драгутина Немањића и краља Стефана Уроша II Милутина Немањића, око 1315. године, краљица Симонида Немањић је у Београду посетила краља Стефана Драгутина и краљицу Каталину Арпад. Београд је у то време био највећи град Драгутинове области и њен верски центар. Краљицу Симониду су дочекали краљ Драгутин Немањић са женом и властелом, као и посланици угарског краља Карла Роберта Анжујског са даровима. Краљица Симонида Палеолог се поклонила икони Богородице, која се налазила у највећој градској цркви, која је сматрана чудотворном. Икона је била највећа београдска светиња, коју су понели Срби из Београда, када су 1521. године били протерани у Турску. Краљица Симонида Палеолог Немањић и краљица Каталина Арпад Немањић су обишле гроб краљице Јелене Анђел Немањић.

## Монахиња
Царица-мајка Ирина Монфератска је умрла у Драми у Тракији, највероватније 1317. године. Краљица Симонида Немањић је дошла на мајчину сахрану и уредила је пренос царичиног тела у Цариград. Покојница је сахрањена у манастиру Христа Пантократора, а њено богатство су разделила њена деца. Након мајчине сахране краљица Симонида се дуже задржала у родном Константинопољу, све док није стигло српско посланство, које је цару Андронику II запретило ратом уколико ћерку одмах не пошаље назад. Краљица Симонида Палеолог, која се наводно уплашила за свој живот због Милутиновог гнева, одлучила је да покуша да побегне од заједничког живота са њим тако што ће се замонашити. Пошто није желела да кривица падне на њеног оца сачекала је са извршењем свог наума док није стигла у Сер. После ноћења у граду појавила се ујутру у монашкој ризи пред Милутиновим људима. Њихово запрепашћење и збуњеност пресекао је Симонидин полубрат, деспот Константин Палеолог који јој је стргао монашку одећу, натерао је да обуче световну одећу, те је предао српском посланству и поред Симонидиног опирања и суза.
Уз краља Милутина Немањића је остала до његове смрти.
Њена жеља да се замонаши се испунила након Милутинове смрти 29. октобра 1321. године. Већ крајем те године се вратила свом оцу у византијску престоницу и известила га о новим приликама у Србији. У Милутиновој биографији коју је саставио Данилов настављач спомиње се како је краљица Симонида Палеолог Немањић 1324. године, након Милутинове канонизације послала из Цариграда скупоцено кандило и златоткани покров за његову гробницу. Након тога се замонашила у цариградском манастиру Светог Андрије. Византијски извори нису сачували ову вест познату Даниловом настављачу, нити су забележили Симонидино монашко име.
Иако се замонашила Симонида је вероватно наставила да живи на царском двору. Григора спомиње да је у току грађанског рата цара Андроника II и његовог унука Андроника III Симонида спадала у најужи круг повереника старог цара. Симонида је око себе окупљала лажне пророке и трбухозборце који су јој, као и њеном оцу, уливали лажне наде у коначан успех. Ипак, старији Андроник је свргнут и натеран да се повуче у монашки живот. Умро је у зору 13. фебруара 1332. године. На самрти су уз њега били и монахиња Симонида и Нићифор Григора кога је бивша српска краљица задужила да му одржи посмртни говор.
У наративним изворима Симонида се последњи пут помиње код њеног познаника Григоре у вези са догађајима из 1336. године. Када је цар Андроник III Палеолог разоткрио заверу једног броја младих цариградских племића да побију царску породицу, међу осумњиченима се нашао и деспот Димитрије Палеолог, несуђени Милутинов престолонаследник. Цар је суочио оптужене пред синклитом, поротом коју су чинили сви епископи присутни у том тренутку у Цариграду, као и представници становништва Цариграда. Симонида, обучена као монахиња је присуствовала суђењу седећи у ложи са осталим чланицама царске породице. Цар Андроник III је читаву прилику искористио да демонстрира своје царско милосрђе према оптуженицима, а преко оптужби против деспота Димитрија је прешао ћутке, из поштовања према својој тетки Симониди. Један каснији извор, списак знаменитих антипаламита, открива да је Симонида била у животу и током 40-их година 14. века и да се веома интересовала за теолошка питања. Могуће је да је Нићифор Григора имао удела у њеном прихватању антипаламитског става. Због овог поменика у данашњој историјској науци се сматра да је Симонида умрла после 1345. године.
Умрла је у Зихнијском манастиру код Сера у храму Св. Јована Претече и ту је сахрањена. Ту цркву је касније изнова подигао цар Душан, поставши њен ктитор.

## У модерној српској култури и науци
Њена необична судбина била је инспирација многим уметницима, а лепота опевана у песмама и приказана на многим фрескама и сликама.
- Фреска са њеним ликом у манастиру Грачаница, у цркви Св. Богородице (благовештења), живописаној око 1320. године. се сматра једном од највреднијих фресака српског средњовековног сликарства. Фреска се налази у пролазу између припрате и наоса. Краљ Милутин је на јужној, а краљица Симонида на северној страни. Одозго из темена лука, благосиља их Христос у попрсју, окружен херувимима, док два анђела с крунама слећу према краљевском пару. На фресци, краљица Симонида Палеолог има раскошну хаљину и огртач, у левој руци држи жезло, а на глави јој је отворена круна с великим обоцима.[37] Оваква круна је касније постала уобичајена за представе српских владарки.[38]
- Фреска у малој Милутиновој цркви у манастиру Студеница, подигнутој 1314. године, је смештена у прилично опширној композицији. Симонида с малом Богородицом у наручју се налази поред светог Јоакима, пред Христом, а и иза ње стоји краљ Милутин Немањић с моделом задужбине.[37]
- Портрет краљице Симониде Палеолог Немањић и краља Стефана Уроша II Милутина налази се на фресци у манастиру Светог Ђорђа у Старом Нагоричану. Приказани су како стоје на супедиону, на којем су двоглави орлови, по византијској моди.[39]
- У свом делу Житије Светог Стефана Дечанског из 15. века, дечански игуман Григорије Цамблак је краљицу Симониду Немањић представио као маћеху-прељубницу, са циљем да се млади краљ Стефан прикаже као мученик, a одговорност за ослепљење пребаци са оца краља Стефана Уроша II Милутина Немањића на њу, при чему се одступа умногоме од историјских података и чињеница.[40]

- Милан Ракић инспирисан Симонидином фреском у манастиру Грачаници написао је истоимену лирску песму.[36]
- Милутин Бојић написао је психолошку драму Краљева јесен (1912). Драма је написана у једном чину и састоји се из низа сцена у којима се појављује велики број ликова. Централни је лик краљице Симониде, а читаво дело се може поделити на део пре и на део након њене појаве на сцени. У драми се разматрају разлози за ослепљење краља Стефана Дечанског. Дело представља комбинацију историјских чињеница и Цамблакових литерарних наговештаја из 15. века. Драма је изведена два пута у позоришту 1913. и 1965. године.[41]
- Милорад Б. Протић је открио 20. марта 1938. астероид који је назвао 1675 Симонида.[36]

## Породично стабло
| \| \| \| \| \| \| \| \| \| \| \| \| \| \| 16. Alexius Doukas Palaiologos \| \| \| \| \| \| \| \| \| \| \| \| \| \| \| \| \| \| \| \| \| \| \| \| \| \| \| \| \| \| \| \| \| \| \| \| \| \| \| \| \| \| \| \| \| \| \| \| \| \| \| \| \| \| \| \| \| \| \| \| 8. Андроник Дука Комнин Палеолог \| \| \| \| \| \| \| \| \| \| \| \| \| \| \| \| \| \| \| \| \| \| \| \| \| \| \| \| \| \| \| \| \| \| \| \| \| \| \| \| \| \| \| \| \| \| \| \| \| \| \| \| \| \| \| \| \| \| \| \| \| \| \| \| \| \| \| \| \| \| \| \| 17. Eirene Komnene \| \| \| \| \| \| \| \| \| \| \| \| \| \| \| \| \| \| \| \| \| \| \| \| \| \| \| \| \| \| \| \| \| \| \| \| \| \| \| \| \| \| \| \| \| \| \| \| \| \| \| \| \| \| \| \| \| \| \| \| \| \| \| \| \| \| \| \| \| \| \| \| 4. Михајло VIII Палеолог \| \| \| \| \| \| \| \| \| \| \| \| \| \| \| \| \| \| \| \| \| \| \| \| \| \| \| \| \| \| \| \| \| \| \| \| \| \| \| \| \| \| \| \| \| \| \| \| \| \| \| \| \| \| \| \| \| \| \| \| \| \| \| \| \| \| \| \| \| \| \| \| 18. Alexius Komnenos Palaiologos \| \| \| \| \| \| \| \| \| \| \| \| \| \| \| \| \| \| \| \| \| \| \| \| \| \| \| \| \| \| \| \| \| \| \| \| \| \| \| \| \| \| \| \| \| \| \| \| \| \| \| \| \| \| \| \| \| \| \| \| \| \| \| \| \| \| \| \| \| \| \| \| 9. Теодора Анђелина Палеологина \| \| \| \| \| \| \| \| \| \| \| \| \| \| \| \| \| \| \| \| \| \| \| \| \| \| \| \| \| \| \| \| \| \| \| \| \| \| \| \| \| \| \| \| \| \| \| \| \| \| \| \| \| \| \| \| \| \| \| \| \| \| \| \| \| \| \| \| \| \| \| \| 19. Eirene Komnene Angelina \| \| \| \| \| \| \| \| \| \| \| \| \| \| \| \| \| \| \| \| \| \| \| \| \| \| \| \| \| \| \| \| \| \| \| \| \| \| \| \| \| \| \| \| \| \| \| \| \| \| \| \| \| \| \| \| \| \| \| \| \| \| \| \| \| \| \| \| \| \| \| \| 2. Андроник II Палеолог \| \| \| \| \| \| \| \| \| \| \| \| \| \| \| \| \| \| \| \| \| \| \| \| \| \| \| \| \| \| \| \| \| \| \| \| \| \| \| \| \| \| \| \| \| \| \| \| \| \| \| \| \| \| \| \| \| \| \| \| \| \| \| \| \| \| \| \| \| \| \| \| 20. Isaac Doukas Vatatzes \| \| \| \| \| \| \| \| \| \| \| \| \| \| \| \| \| \| \| \| \| \| \| \| \| \| \| \| \| \| \| \| \| \| \| \| \| \| \| \| \| \| \| \| \| \| \| \| \| \| \| \| \| \| \| \| \| \| \| \| \| \| \| \| \| \| \| \| \| \| \| \| 10. Јован Дука Ватац \| \| \| \| \| \| \| \| \| \| \| \| \| \| \| \| \| \| \| \| \| \| \| \| \| \| \| \| \| \| \| \| \| \| \| \| \| \| \| \| \| \| \| \| \| \| \| \| \| \| \| \| \| \| \| \| \| \| \| \| \| \| \| \| \| \| \| \| \| \| \| \| \| \| \| \| \| \| \| \| \| \| \| \| \| \| \| \| \| \| \| \| \| \| \| \| \| \| \| \| \| \| \| \| \| \| \| \| \| \| \| \| \| \| \| \| \| \| \| \| \| \| \| \| \| \| \| \| \| \| \| \| \| \| \| \| \| \| \| \| \| \| \| \| 5. Theodora Doukaina Vatatzina \| \| \| \| \| \| \| \| \| \| \| \| \| \| \| \| \| \| \| \| \| \| \| \| \| \| \| \| \| \| \| \| \| \| \| \| \| \| \| \| \| \| \| \| \| \| \| \| \| \| \| \| \| \| \| \| \| \| \| \| \| \| \| \| \| \| \| \| \| \| \| \| 22. John Komnenos Angelos \| \| \| \| \| \| \| \| \| \| \| \| \| \| \| \| \| \| \| \| \| \| \| \| \| \| \| \| \| \| \| \| \| \| \| \| \| \| \| \| \| \| \| \| \| \| \| \| \| \| \| \| \| \| \| \| \| \| \| \| \| \| \| \| \| \| \| \| \| \| \| \| 11. Eudokia Angelina \| \| \| \| \| \| \| \| \| \| \| \| \| \| \| \| \| \| \| \| \| \| \| \| \| \| \| \| \| \| \| \| \| \| \| \| \| \| \| \| \| \| \| \| \| \| \| \| \| \| \| \| \| \| \| \| \| \| \| \| \| \| \| \| \| \| \| \| \| \| \| \| \| \| \| \| \| \| \| \| \| \| \| \| \| \| \| \| \| \| \| \| \| \| \| \| \| \| \| \| \| \| \| \| \| \| \| \| \| \| \| \| \| \| \| \| \| \| \| \| \| \| \| \| \| \| \| \| \| \| \| \| \| \| \| \| \| \| \| \| \| \| \| \| 1. Симонида Палеолог \| \| \| \| \| \| \| \| \| \| \| \| \| \| \| \| \| \| \| \| \| \| \| \| \| \| \| \| \| \| \| \| \| \| \| \| \| \| \| \| \| \| \| \| \| \| \| \| \| \| \| \| \| \| \| \| \| \| \| \| \| \| \| \| \| \| \| \| \| \| \| \| 24. Вилијам VI од Монферата \| \| \| \| \| \| \| \| \| \| \| \| \| \| \| \| \| \| \| \| \| \| \| \| \| \| \| \| \| \| \| \| \| \| \| \| \| \| \| \| \| \| \| \| \| \| \| \| \| \| \| \| \| \| \| \| \| \| \| \| \| \| \| \| \| \| \| \| \| \| \| \| 12. Boniface II, Marquess of Montferrat \| \| \| \| \| \| \| \| \| \| \| \| \| \| \| \| \| \| \| \| \| \| \| \| \| \| \| \| \| \| \| \| \| \| \| \| \| \| \| \| \| \| \| \| \| \| \| \| \| \| \| \| \| \| \| \| \| \| \| \| \| \| \| \| \| \| \| \| \| \| \| \| 25. Berta of Clavesana \| \| \| \| \| \| \| \| \| \| \| \| \| \| \| \| \| \| \| \| \| \| \| \| \| \| \| \| \| \| \| \| \| \| \| \| \| \| \| \| \| \| \| \| \| \| \| \| \| \| \| \| \| \| \| \| \| \| \| \| \| \| \| \| \| \| \| \| \| \| \| \| 6. Вилијам VII од Монферата \| \| \| \| \| \| \| \| \| \| \| \| \| \| \| \| \| \| \| \| \| \| \| \| \| \| \| \| \| \| \| \| \| \| \| \| \| \| \| \| \| \| \| \| \| \| \| \| \| \| \| \| \| \| \| \| \| \| \| \| \| \| \| \| \| \| \| \| \| \| \| \| 26. Амедео IV од Савоје \| \| \| \| \| \| \| \| \| \| \| \| \| \| \| \| \| \| \| \| \| \| \| \| \| \| \| \| \| \| \| \| \| \| \| \| \| \| \| \| \| \| \| \| \| \| \| \| \| \| \| \| \| \| \| \| \| \| \| \| \| \| \| \| \| \| \| \| \| \| \| \| 13. Margaret of Savoy \| \| \| \| \| \| \| \| \| \| \| \| \| \| \| \| \| \| \| \| \| \| \| \| \| \| \| \| \| \| \| \| \| \| \| \| \| \| \| \| \| \| \| \| \| \| \| \| \| \| \| \| \| \| \| \| \| \| \| \| \| \| \| \| \| \| \| \| \| \| \| \| 27. Anne of Burgundy \| \| \| \| \| \| \| \| \| \| \| \| \| \| \| \| \| \| \| \| \| \| \| \| \| \| \| \| \| \| \| \| \| \| \| \| \| \| \| \| \| \| \| \| \| \| \| \| \| \| \| \| \| \| \| \| \| \| \| \| \| \| \| \| \| \| \| \| \| \| \| \| 3. Ирина од Монферата \| \| \| \| \| \| \| \| \| \| \| \| \| \| \| \| \| \| \| \| \| \| \| \| \| \| \| \| \| \| \| \| \| \| \| \| \| \| \| \| \| \| \| \| \| \| \| \| \| \| \| \| \| \| \| \| \| \| \| \| \| \| \| \| \| \| \| \| \| \| \| \| 28. Фернандо III од Кастиље и Леона \| \| \| \| \| \| \| \| \| \| \| \| \| \| \| \| \| \| \| \| \| \| \| \| \| \| \| \| \| \| \| \| \| \| \| \| \| \| \| \| \| \| \| \| \| \| \| \| \| \| \| \| \| \| \| \| \| \| \| \| \| \| \| \| \| \| \| \| \| \| \| \| 14. Алфонсо X од Кастиље и Леона \| \| \| \| \| \| \| \| \| \| \| \| \| \| \| \| \| \| \| \| \| \| \| \| \| \| \| \| \| \| \| \| \| \| \| \| \| \| \| \| \| \| \| \| \| \| \| \| \| \| \| \| \| \| \| \| \| \| \| \| \| \| \| \| \| \| \| \| \| \| \| \| 29. Elisabeth of Hohenstaufen \| \| \| \| \| \| \| \| \| \| \| \| \| \| \| \| \| \| \| \| \| \| \| \| \| \| \| \| \| \| \| \| \| \| \| \| \| \| \| \| \| \| \| \| \| \| \| \| \| \| \| \| \| \| \| \| \| \| \| \| \| \| \| \| \| \| \| \| \| \| \| \| 7. Беатрис од Кастиље и Леона \| \| \| \| \| \| \| \| \| \| \| \| \| \| \| \| \| \| \| \| \| \| \| \| \| \| \| \| \| \| \| \| \| \| \| \| \| \| \| \| \| \| \| \| \| \| \| \| \| \| \| \| \| \| \| \| \| \| \| \| \| \| \| \| \| \| \| \| \| \| \| \| 30. Ђауме I од Арагона \| \| \| \| \| \| \| \| \| \| \| \| \| \| \| \| \| \| \| \| \| \| \| \| \| \| \| \| \| \| \| \| \| \| \| \| \| \| \| \| \| \| \| \| \| \| \| \| \| \| \| \| \| \| \| \| \| \| \| \| \| \| \| \| \| \| \| \| \| \| \| \| 15. Јоланда од Арагона \| \| \| \| \| \| \| \| \| \| \| \| \| \| \| \| \| \| \| \| \| \| \| \| \| \| \| \| \| \| \| \| \| \| \| \| \| \| \| \| \| \| \| \| \| \| \| \| \| \| \| \| \| \| \| \| \| \| \| \| \| \| \| \| \| \| \| \| \| \| \| \| 31. Јоланда од Угарске \| \| \| \| \| \| \| \| \| \| \| \| \| \| \| \| \| \| \| \| \| \| \| \| \| \| \| \| \| \| \| \| \| \| \| \| \| \| \| \| \| \| \| \| \| \| \| \| \| \| \| \| |                                         |  |  |  |  |  |  |  |  |  |  |  |                                |  |  |  |
| |                                         |  |  |  |  |  |  |  |  |  |  |  | 16. Alexius Doukas Palaiologos |  |  |  |
| |                                         |  |  |  |  |  |  |  |  |  |  |  |                                |  |  |  |
| |                                         |  |  |  |  |  |  |  |  |  |  |  |                                |  |  |  |
| |                                         |  |  |  |  |  |  |  |  |  |  |  |                                |  |  |  |
| | 8. Андроник Дука Комнин Палеолог        |  |  |  |  |  |  |  |  |  |  |  |                                |  |  |  |
| |                                         |  |  |  |  |  |  |  |  |  |  |  |                                |  |  |  |
| |                                         |  |  |  |  |  |  |  |  |  |  |  |                                |  |  |  |
| |                                         |  |  |  |  |  |  |  |  |  |  |  |                                |  |  |  |
| | 17. Eirene Komnene                      |  |  |  |  |  |  |  |  |  |  |  |                                |  |  |  |
| |                                         |  |  |  |  |  |  |  |  |  |  |  |                                |  |  |  |
| |                                         |  |  |  |  |  |  |  |  |  |  |  |                                |  |  |  |
| |                                         |  |  |  |  |  |  |  |  |  |  |  |                                |  |  |  |
| | 4. Михајло VIII Палеолог                |  |  |  |  |  |  |  |  |  |  |  |                                |  |  |  |
| |                                         |  |  |  |  |  |  |  |  |  |  |  |                                |  |  |  |
| |                                         |  |  |  |  |  |  |  |  |  |  |  |                                |  |  |  |
| |                                         |  |  |  |  |  |  |  |  |  |  |  |                                |  |  |  |
| | 18. Alexius Komnenos Palaiologos        |  |  |  |  |  |  |  |  |  |  |  |                                |  |  |  |
| |                                         |  |  |  |  |  |  |  |  |  |  |  |                                |  |  |  |
| |                                         |  |  |  |  |  |  |  |  |  |  |  |                                |  |  |  |
| |                                         |  |  |  |  |  |  |  |  |  |  |  |                                |  |  |  |
| | 9. Теодора Анђелина Палеологина         |  |  |  |  |  |  |  |  |  |  |  |                                |  |  |  |
| |                                         |  |  |  |  |  |  |  |  |  |  |  |                                |  |  |  |
| |                                         |  |  |  |  |  |  |  |  |  |  |  |                                |  |  |  |
| |                                         |  |  |  |  |  |  |  |  |  |  |  |                                |  |  |  |
| | 19. Eirene Komnene Angelina             |  |  |  |  |  |  |  |  |  |  |  |                                |  |  |  |
| |                                         |  |  |  |  |  |  |  |  |  |  |  |                                |  |  |  |
| |                                         |  |  |  |  |  |  |  |  |  |  |  |                                |  |  |  |
| |                                         |  |  |  |  |  |  |  |  |  |  |  |                                |  |  |  |
| | 2. Андроник II Палеолог                 |  |  |  |  |  |  |  |  |  |  |  |                                |  |  |  |
| |                                         |  |  |  |  |  |  |  |  |  |  |  |                                |  |  |  |
| |                                         |  |  |  |  |  |  |  |  |  |  |  |                                |  |  |  |
| |                                         |  |  |  |  |  |  |  |  |  |  |  |                                |  |  |  |
| | 20. Isaac Doukas Vatatzes               |  |  |  |  |  |  |  |  |  |  |  |                                |  |  |  |
| |                                         |  |  |  |  |  |  |  |  |  |  |  |                                |  |  |  |
| |                                         |  |  |  |  |  |  |  |  |  |  |  |                                |  |  |  |
| |                                         |  |  |  |  |  |  |  |  |  |  |  |                                |  |  |  |
| | 10. Јован Дука Ватац                    |  |  |  |  |  |  |  |  |  |  |  |                                |  |  |  |
| |                                         |  |  |  |  |  |  |  |  |  |  |  |                                |  |  |  |
| |                                         |  |  |  |  |  |  |  |  |  |  |  |                                |  |  |  |
| |                                         |  |  |  |  |  |  |  |  |  |  |  |                                |  |  |  |
| |                                         |  |  |  |  |  |  |  |  |  |  |  |                                |  |  |  |
| |                                         |  |  |  |  |  |  |  |  |  |  |  |                                |  |  |  |
| |                                         |  |  |  |  |  |  |  |  |  |  |  |                                |  |  |  |
| |                                         |  |  |  |  |  |  |  |  |  |  |  |                                |  |  |  |
| | 5. Theodora Doukaina Vatatzina          |  |  |  |  |  |  |  |  |  |  |  |                                |  |  |  |
| |                                         |  |  |  |  |  |  |  |  |  |  |  |                                |  |  |  |
| |                                         |  |  |  |  |  |  |  |  |  |  |  |                                |  |  |  |
| |                                         |  |  |  |  |  |  |  |  |  |  |  |                                |  |  |  |
| | 22. John Komnenos Angelos               |  |  |  |  |  |  |  |  |  |  |  |                                |  |  |  |
| |                                         |  |  |  |  |  |  |  |  |  |  |  |                                |  |  |  |
| |                                         |  |  |  |  |  |  |  |  |  |  |  |                                |  |  |  |
| |                                         |  |  |  |  |  |  |  |  |  |  |  |                                |  |  |  |
| | 11. Eudokia Angelina                    |  |  |  |  |  |  |  |  |  |  |  |                                |  |  |  |
| |                                         |  |  |  |  |  |  |  |  |  |  |  |                                |  |  |  |
| |                                         |  |  |  |  |  |  |  |  |  |  |  |                                |  |  |  |
| |                                         |  |  |  |  |  |  |  |  |  |  |  |                                |  |  |  |
| |                                         |  |  |  |  |  |  |  |  |  |  |  |                                |  |  |  |
| |                                         |  |  |  |  |  |  |  |  |  |  |  |                                |  |  |  |
| |                                         |  |  |  |  |  |  |  |  |  |  |  |                                |  |  |  |
| |                                         |  |  |  |  |  |  |  |  |  |  |  |                                |  |  |  |
| | 1. Симонида Палеолог                    |  |  |  |  |  |  |  |  |  |  |  |                                |  |  |  |
| |                                         |  |  |  |  |  |  |  |  |  |  |  |                                |  |  |  |
| |                                         |  |  |  |  |  |  |  |  |  |  |  |                                |  |  |  |
| |                                         |  |  |  |  |  |  |  |  |  |  |  |                                |  |  |  |
| | 24. Вилијам VI од Монферата             |  |  |  |  |  |  |  |  |  |  |  |                                |  |  |  |
| |                                         |  |  |  |  |  |  |  |  |  |  |  |                                |  |  |  |
| |                                         |  |  |  |  |  |  |  |  |  |  |  |                                |  |  |  |
| |                                         |  |  |  |  |  |  |  |  |  |  |  |                                |  |  |  |
| | 12. Boniface II, Marquess of Montferrat |  |  |  |  |  |  |  |  |  |  |  |                                |  |  |  |
| |                                         |  |  |  |  |  |  |  |  |  |  |  |                                |  |  |  |
| |                                         |  |  |  |  |  |  |  |  |  |  |  |                                |  |  |  |
| |                                         |  |  |  |  |  |  |  |  |  |  |  |                                |  |  |  |
| | 25. Berta of Clavesana                  |  |  |  |  |  |  |  |  |  |  |  |                                |  |  |  |
| |                                         |  |  |  |  |  |  |  |  |  |  |  |                                |  |  |  |
| |                                         |  |  |  |  |  |  |  |  |  |  |  |                                |  |  |  |
| |                                         |  |  |  |  |  |  |  |  |  |  |  |                                |  |  |  |
| | 6. Вилијам VII од Монферата             |  |  |  |  |  |  |  |  |  |  |  |                                |  |  |  |
| |                                         |  |  |  |  |  |  |  |  |  |  |  |                                |  |  |  |
| |                                         |  |  |  |  |  |  |  |  |  |  |  |                                |  |  |  |
| |                                         |  |  |  |  |  |  |  |  |  |  |  |                                |  |  |  |
| | 26. Амедео IV од Савоје                 |  |  |  |  |  |  |  |  |  |  |  |                                |  |  |  |
| |                                         |  |  |  |  |  |  |  |  |  |  |  |                                |  |  |  |
| |                                         |  |  |  |  |  |  |  |  |  |  |  |                                |  |  |  |
| |                                         |  |  |  |  |  |  |  |  |  |  |  |                                |  |  |  |
| | 13. Margaret of Savoy                   |  |  |  |  |  |  |  |  |  |  |  |                                |  |  |  |
| |                                         |  |  |  |  |  |  |  |  |  |  |  |                                |  |  |  |
| |                                         |  |  |  |  |  |  |  |  |  |  |  |                                |  |  |  |
| |                                         |  |  |  |  |  |  |  |  |  |  |  |                                |  |  |  |
| | 27. Anne of Burgundy                    |  |  |  |  |  |  |  |  |  |  |  |                                |  |  |  |
| |                                         |  |  |  |  |  |  |  |  |  |  |  |                                |  |  |  |
| |                                         |  |  |  |  |  |  |  |  |  |  |  |                                |  |  |  |
| |                                         |  |  |  |  |  |  |  |  |  |  |  |                                |  |  |  |
| | 3. Ирина од Монферата                   |  |  |  |  |  |  |  |  |  |  |  |                                |  |  |  |
| |                                         |  |  |  |  |  |  |  |  |  |  |  |                                |  |  |  |
| |                                         |  |  |  |  |  |  |  |  |  |  |  |                                |  |  |  |
| |                                         |  |  |  |  |  |  |  |  |  |  |  |                                |  |  |  |
| | 28. Фернандо III од Кастиље и Леона     |  |  |  |  |  |  |  |  |  |  |  |                                |  |  |  |
| |                                         |  |  |  |  |  |  |  |  |  |  |  |                                |  |  |  |
| |                                         |  |  |  |  |  |  |  |  |  |  |  |                                |  |  |  |
| |                                         |  |  |  |  |  |  |  |  |  |  |  |                                |  |  |  |
| | 14. Алфонсо X од Кастиље и Леона        |  |  |  |  |  |  |  |  |  |  |  |                                |  |  |  |
| |                                         |  |  |  |  |  |  |  |  |  |  |  |                                |  |  |  |
| |                                         |  |  |  |  |  |  |  |  |  |  |  |                                |  |  |  |
| |                                         |  |  |  |  |  |  |  |  |  |  |  |                                |  |  |  |
| | 29. Elisabeth of Hohenstaufen           |  |  |  |  |  |  |  |  |  |  |  |                                |  |  |  |
| |                                         |  |  |  |  |  |  |  |  |  |  |  |                                |  |  |  |
| |                                         |  |  |  |  |  |  |  |  |  |  |  |                                |  |  |  |
| |                                         |  |  |  |  |  |  |  |  |  |  |  |                                |  |  |  |
| | 7. Беатрис од Кастиље и Леона           |  |  |  |  |  |  |  |  |  |  |  |                                |  |  |  |
| |                                         |  |  |  |  |  |  |  |  |  |  |  |                                |  |  |  |
| |                                         |  |  |  |  |  |  |  |  |  |  |  |                                |  |  |  |
| |                                         |  |  |  |  |  |  |  |  |  |  |  |                                |  |  |  |
| | 30. Ђауме I од Арагона                  |  |  |  |  |  |  |  |  |  |  |  |                                |  |  |  |
| |                                         |  |  |  |  |  |  |  |  |  |  |  |                                |  |  |  |
| |                                         |  |  |  |  |  |  |  |  |  |  |  |                                |  |  |  |
| |                                         |  |  |  |  |  |  |  |  |  |  |  |                                |  |  |  |
| | 15. Јоланда од Арагона                  |  |  |  |  |  |  |  |  |  |  |  |                                |  |  |  |
| |                                         |  |  |  |  |  |  |  |  |  |  |  |                                |  |  |  |
| |                                         |  |  |  |  |  |  |  |  |  |  |  |                                |  |  |  |
| |                                         |  |  |  |  |  |  |  |  |  |  |  |                                |  |  |  |
| | 31. Јоланда од Угарске                  |  |  |  |  |  |  |  |  |  |  |  |                                |  |  |  |
| |                                         |  |  |  |  |  |  |  |  |  |  |  |                                |  |  |  |
| |                                         |  |  |  |  |  |  |  |  |  |  |  |                                |  |  |  |